# 코드 토커
코드 토커(Code Talker) 또는 윈드 토커(Wind Talker)는 제2차 세계대전에 참전한 미국군 소속의 암호통신병이다. 이들은 1968년에서야 미국 정부가 공식적으로 언급하여서 세상에 알려지게 되었다. 코드 토커는 제2차 세계대전과 한국 전쟁에서, 나바호족으로 구성된 암호통신병들은 미국이 승리를 거두도록 결정적인 역할을 하였다. 제2차 세계대전 당시, 미국의 군사 정보가 일본군에게 자꾸 넘어가자, 미국은 불리하게 되었고 새로운 암호체계를 만들어 내기에 이르렀다. 그것은 바로, 나바호족의 언어를 이용한 암호로, 1942년 나바호족의 29명을 암호통신병으로 키우게 된다. 미국이 나바호족의 언어를 사용한 것은 언어구조가 복잡하고 일본인들은 나바호어의 존재를 모르기 때문에 일본군이 해독하기 어렵다고 판단했기 때문이다. 그 후 그들은 이오지마, 오키나와, 사이판, 태평양 연안 등에 투입되었으며, 400여명의 미국인을 암호통신병으로 더 키우게 된다. 몇십년이 흘러, 로널드 레이건은 이들의 공로를 인정해, 1982년에 8월 14일을 '나바호 암호통신병의 날'로 제정하였다. 2000년 빌 클린턴 행정부때에는 나바호족의 암호통신병들에게 의회 명예 훈장을 수여하기도 하였다. 하지만, 나바호족들은 자신들이 비밀병기였는지는 몰랐고, 명예훈장을 받자 알게 되었다고 한다.

## 영화화
2002년에 니콜라스 케이지의 주연 윈드 토커에서 나바호족 출신 암호통신병 이야기를 소재로 하였다.

## 같이 보기
- 인디언 척후병